# Hydrometer

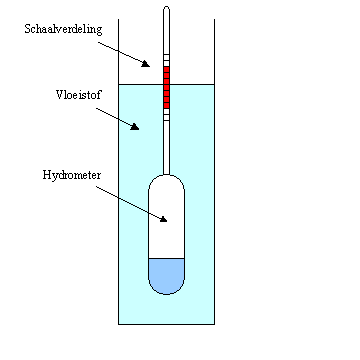
Hydrometer

De hydrometer (ook wel areometer genoemd, niet te verwarren met aerometer) is een instrument dat wordt gebruikt voor het bepalen van de dichtheid van vloeistoffen. 

## Werking
Het instrument is gebaseerd op de wet van Archimedes en ziet eruit als een grote glazen dobber die aan de onderkant is gevuld met loodkorrels of kwik.
Omdat de massa van de hydrometer bekend is en daarmee de massa van de verplaatste vloeistof, kan met behulp van het volume de dichtheid worden bepaald.
Op de steel is een schaalverdeling aangebracht waarop de dichtheid kan worden afgelezen. Hoe dieper de hydrometer zinkt, des te lager is de dichtheid. De schaalverdeling kan in een gangbare eenheid voor dichtheid, zoals kg/l geijkt zijn, maar bijvoorbeeld ook in graden Brix.

## Voorbeelden
Een hydrometer, bijvoorbeeld een Klosterneuburger Mostwaage, kan gebruikt worden om het gehalte aan suikers te schatten in druivenmost na de oogst ten behoeve van de wijnbereiding. Ook wordt hiervoor wel een refractometer gebruikt.

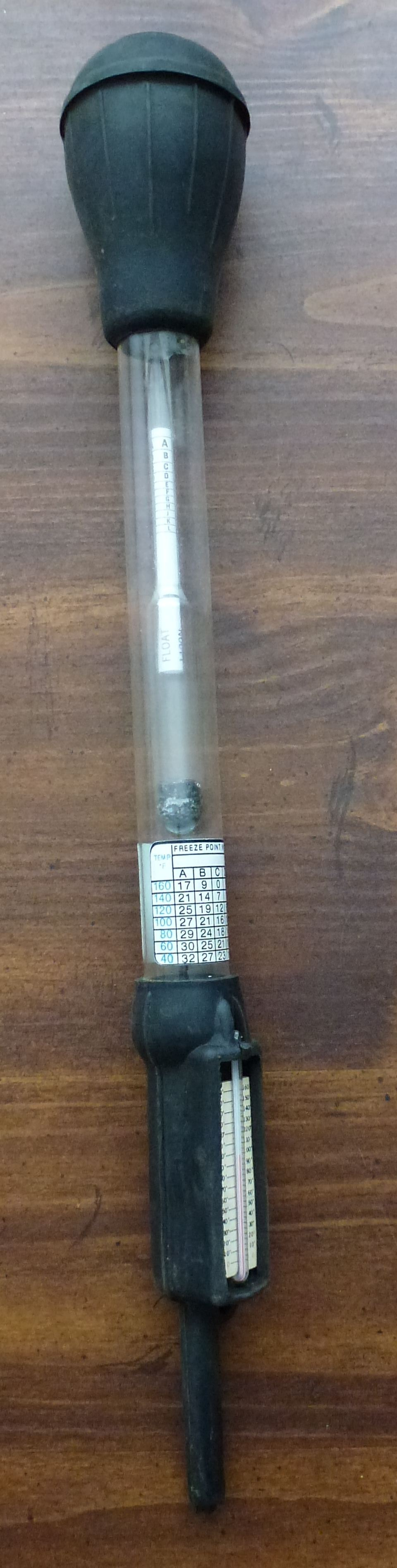
Apparaat om te bepalen tot welke temperatuur de koelvloeistof van de auto beschermd wordt tegen bevriezing
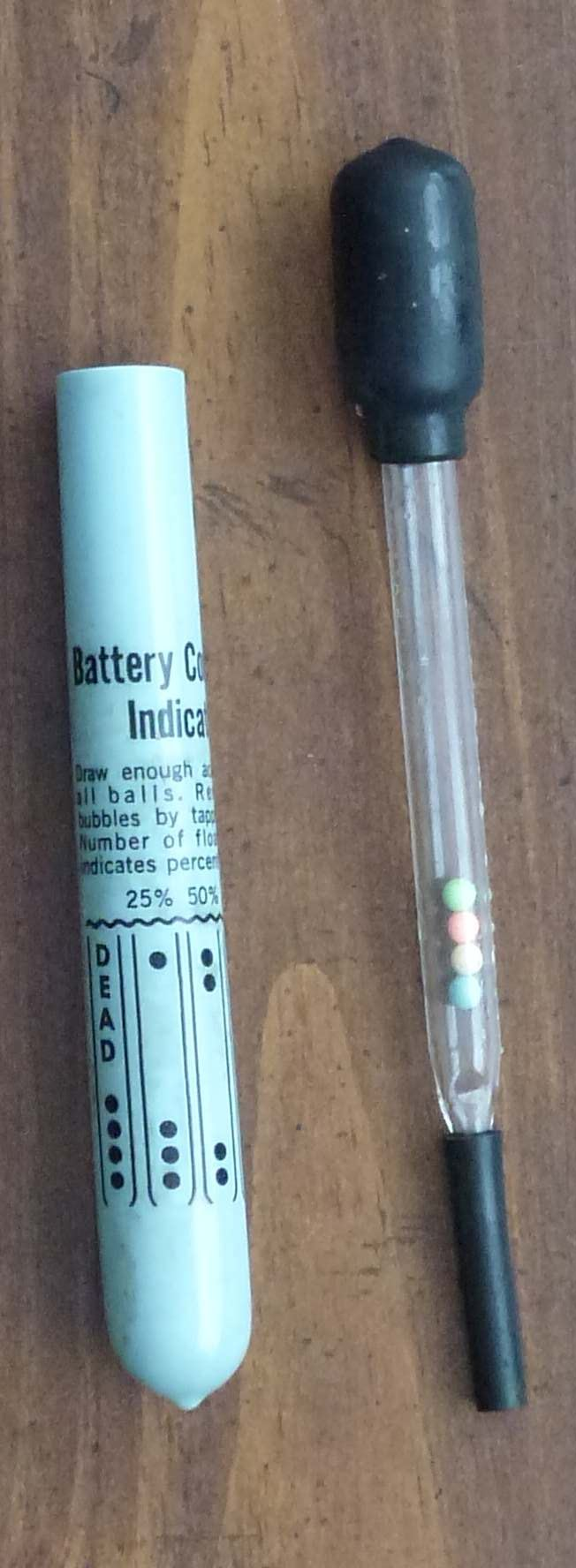
Accucapaciteitsmeter (ca. 1985) om te bepalen wat de ladingsgraad (=zuurgraad) van de accu is